# Hellinsia aldabrensis
Hellinsia aldabrensis là một loài bướm đêm thuộc họ Pterophoridae. Nó được biết đến ở Seychelles.